# Gildemeister (entreprise)
DMG MORI France est l'antenne française du groupe germano-nippon fabriquant des machines-outils. Cet entité est né en 2012 de la fusion de l'Allemand DMG et du Japonais Mori Seiki. 

## Historique

Ancien logo.

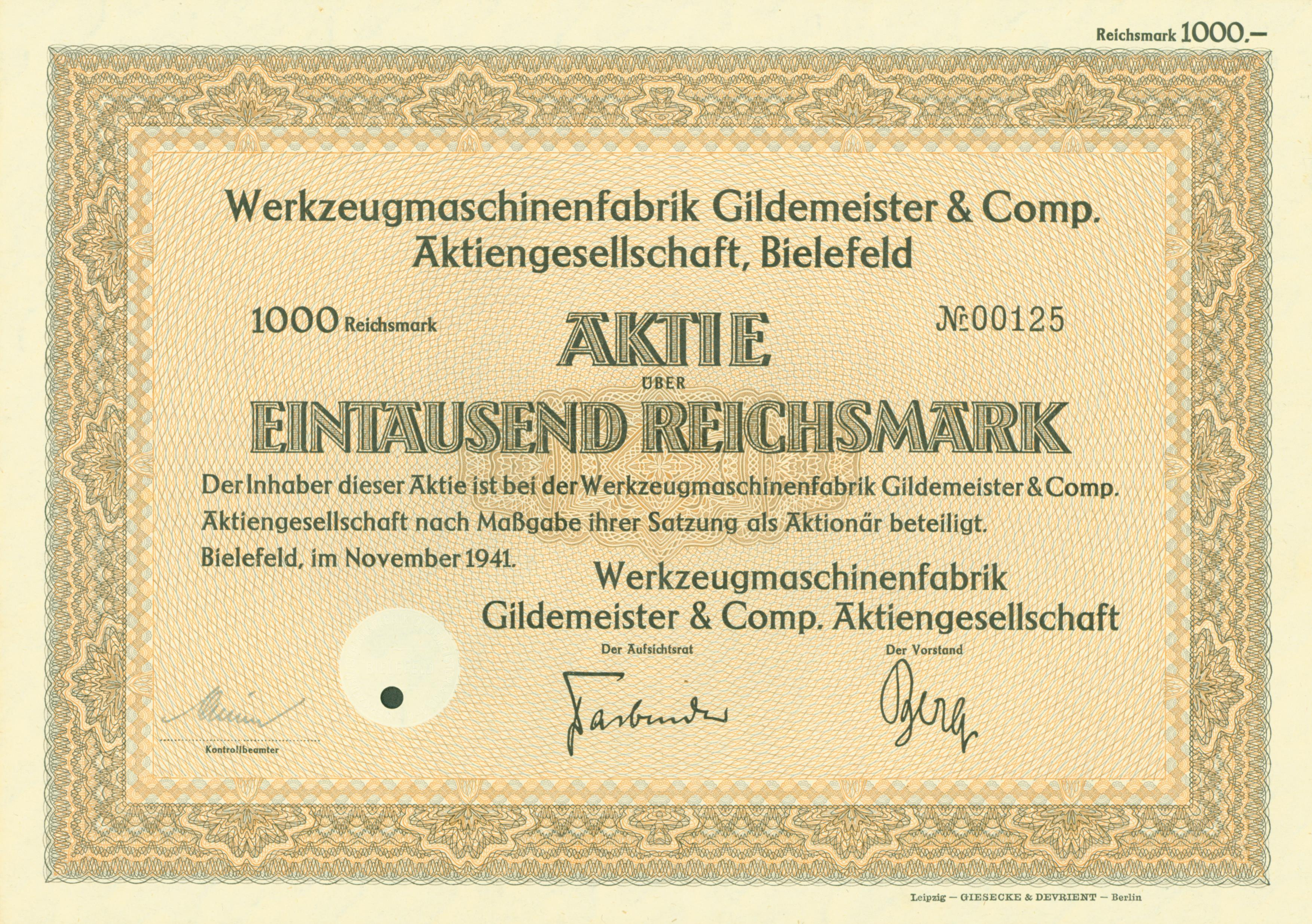
Action de la Werkzeugmaschinenfabrik Gildemeister & Comp. AG en date de novembre 1941.

- 1870: Fondation de la société le 1er octobre sous le nom de Werkzeugmaschinenfabrik Gildemeister & Comp
- 1884: Création d'une caisse d'assurance maladie au sein de la société
- 1994: Acquisition de Deckel Maho AG. La marque associée devient Deckel Maho Gildemeister.
- 2007: Intègre l'indice MDAX
- 2009: Gildemeister effectue un partenariat avec Mori Seiki
- 2013: Changement de nom.
- 2015 : La société DMG MORI SEIKI AKTIENGESELLSCHAFT a conclu un accord de coopération avec la société DMG MORI SEIKI CO., LTD. L'accord consigne des objectifs pour le développement stratégique et pose le cadre pour l'offre de rachat de DMG MORI SEIKI CO. LTD.